# Matthew Lopez (scrittore)
Matthew Lopez (Panama City, 24 marzo 1977) è un drammaturgo, sceneggiatore e regista statunitense.

## Biografia
Dopo essersi diplomato in recitazione all'University of South Florida di Tampa, si è trasferito a New York nei primi anni duemila. Nel 2010 la sua prima pièce, The Whipping Man, debuttò alla Barrington Stage Company di Sheffield e l'anno successivo fu trasferita al New York City Center di New York, dove vinse l'Outer Critics Circle Award per la migliore opera teatrale. Il dramma è diventato una scelta popolare per compagnie teatrali professionali e amatoriali in tutti gli Stati Uniti.
La sua seconda opera teatrale, Somewhere, debuttò a Hartford nel 2013 e la terza, The Legend of Georgia McBride, è andata in scena a New York nel 2015; dopo il debutto al Lucille Lortel Theatre nuovi allestimenti furono portati in scena a San Diego, Dallas, Honolulu e Washington. La sua quarta opera teatrale è il dramma in due parti The Inheritance, andata in scena al Young Vic di Londra nel febbraio 2018 con Vanessa Redgrave: la pièce ottenne ottime recensioni e fu riproposta al Noel Coward Theatre del West End nel settembre dello stesso anno. L'opera ha vinto l'Evening Standard Award alla migliore opera teatrale ed il Laurence Olivier Award alla migliore nuova opera teatrale. Nel 2019 The Inheritance debutta anche a Broadway e vince il Tony Award alla migliore opera teatrale. Nel 2022 scrive il libretto di una riduzione di A qualcuno piace caldo per Broadway, ricevendo una candidatura al Tony Award al miglior libretto di un musical. Nel 2023 fa il suo esordio alla regia cinematografica con Rosso, bianco & sangue blu, di cui scrive anche la sceneggiatura.

### Vita privata
Sua zia è l'attrice Priscilla Lopez e Matthew Lopez è dichiaratamente gay.

## Teatro
- The Whipping Man (2010)
- Somewhere (2013)
- The Legend of Georgia McBride (2015)
- The Inheritance (2018)
- Zoey's Perfect Wedding (2018)
- Some Like It Hot (2022) – libretto

## Filmografia

### Regista
- Rosso, bianco & sangue blu (Red, White & Royal Blue) (2023)

### Sceneggiatore
- The Newsroom - serie TV, 8 episodi (2013)
- Rosso, bianco & sangue blu (Red, White & Royal Blue), regia di Matthew Lopez (2023)